# 富山県道23号高岡停車場線
富山県道23号高岡停車場線（とやまけんどう23ごう たかおかていしゃじょうせん）は、富山県高岡市を通る県道（主要地方道）である。

## 概要

### 路線データ
- 起点：富山県高岡市末広町（あいの風とやま鉄道高岡駅前）
- 終点：富山県高岡市片原横町（国道156号交点）

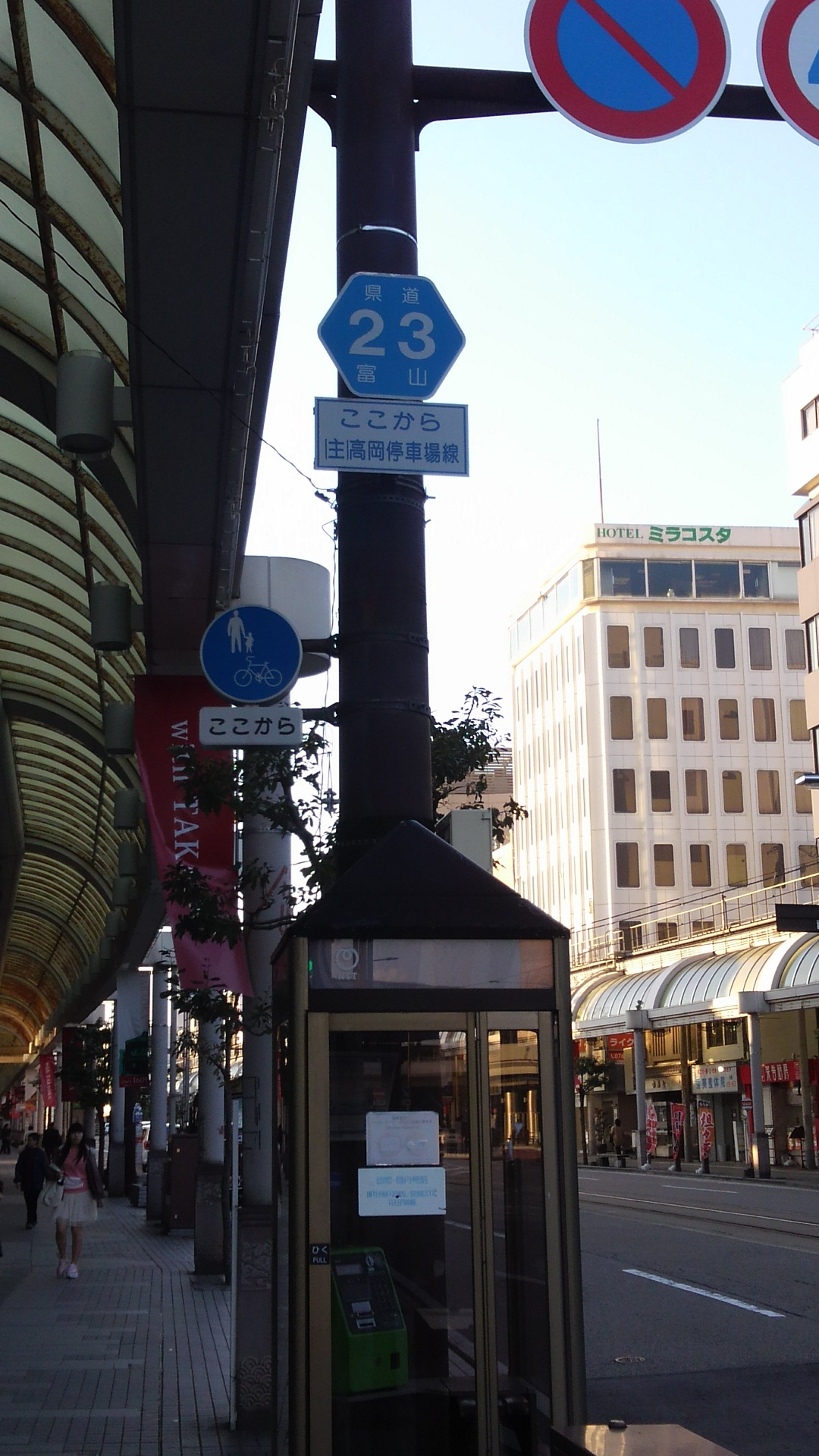
県道高岡停車場線の起点、高岡駅前で。

## 歴史
- 1954年（昭和29年）1月20日 - 建設省（現・国土交通省）が二級国道156号岐阜高岡線（当時）と高岡駅を結ぶ主要地方道として指定。
- 1955年（昭和30年）6月1日 - 富山県が路線認定。
- 1993年（平成5年）5月11日 - 建設省から、県道高岡停車場線が高岡停車場線として主要地方道に指定される[1]。

## 地理

### 通過する自治体
- 高岡市

### 交差する道路
- 富山県道58号高岡小杉線・富山県道247号中川南町線（高岡市末広町、起点）
- 国道156号・富山県道64号高岡氷見線（高岡市片原横町、終点）

### 沿線にある施設など
- 万葉線
  - 末広町停留場
- 沿線すべてが高岡駅前のメインストリートで、起点から末広町交差点までが「末広町商店街（愛称すえひろーど）」、末広町交差点から終点までが「末広坂商店街」となっている。